# Iván Kaviedes
Jaime Iván Kaviedes Llorenty (född 24 oktober 1977) är en före detta fotbollsspelare från Ecuador som bland annat har spelat för Barcelona SC, FC Porto, Celta Vigo, Perugia och Crystal Palace FC.